# Proceratium relictum
Proceratium relictum is een mierensoort uit de onderfamilie van de Proceratiinae. De wetenschappelijke naam van de soort is voor het eerst geldig gepubliceerd in 1921 door Mann.